# Nikolaus Schilling (Schauspieler)
Nikolaus Schilling (* 31. August 1923 in Detmold; † 1. Dezember 2021 in Holzminden; eigentlich Hans-Nikolaus Ohm-Schilling) war ein deutscher Schauspieler.

## Leben und Karriere
Nikolaus Schilling machte 1942 sein Abitur und wurde anschließend zum Kriegsdienst in Lappland an der Eismeerfront eingezogen. Nach der Heimkehr aus der Gefangenschaft absolvierte er von 1947 bis 1949 die Schauspielschule Hannover. 1949 debütierte er am Deutschen Theater Göttingen. Weitere Bühnenstationen bis 1964 waren das Stadttheater Ingolstadt, die Bühnen der Stadt Münster, das Staatstheater Wiesbaden und die Städtischen Bühnen Frankfurt.
Von 1964 bis 1967 gehörte er zum Kabarett Mainingera in Frankfurt. Danach gastierte er unter anderem an der Komödie im Marquardt in Stuttgart, bei den Festspielen Heppenheim und seit 1980 vorwiegend am Thalia Theater, an den Hamburger Kammerspielen und am Ernst Deutsch Theater.
Schilling trat gelegentlich ab 1950, regelmäßig ab den 1960er-Jahren in verschiedenen Film- und Fernsehproduktionen auf. Meist war er dabei in skurrilen Nebenrollen zu sehen, etwa 1970 als Pirat Kalle in Pippi in Taka-Tuka-Land. Bei Loriot spielte er in Ödipussi (1988) einen Liebhaber der Farbe Grau sowie in Pappa ante portas (1991) einen Hausierer, der vom Weltuntergang redet und Bürsten dagegen verkauft. Im Fernsehen spielte er unter anderem 1974 in der Folge Besuch aus der Ostzone der Fernsehserie Ein Herz und eine Seele Otto Graf, den Vater des von Diether Krebs gespielten Michael Graf. Zuletzt stand er zwischen 2004 und 2006 in fünf Folgen für die Fernsehserie Ein Fall für den Fuchs vor der Kamera.
Zu seinen zahlreichen Theaterrollen gehörten Bleichwang und Mavolio in Was ihr wollt, Wurm in Kabale und Liebe, Wagner in Goethes Faust, Riccaut de la Marlinière in Minna von Barnhelm, Grébauval in Hochwälders Der öffentliche Ankläger, Tranio in Der Widerspenstigen Zähmung, Dünner Vetter in Jedermann und Givola in Der aufhaltsame Aufstieg des Arturo Ui. Er arbeitete auch als Theaterregisseur und machte sich auf Kleinkunstbühnen und bei Kulturveranstaltungen mit seinem Programm Mensch und Unmensch  einen Namen als Rezitator der Gedichte Eugen Roths. Noch 2012 war Schilling als Bühnendarsteller in Holzminden aktiv; später lebte er in einem dortigen Seniorenheim. Er starb am 1. Dezember 2021 im Alter von 98 Jahren.

## Filmografie
- 1950: Frauenarzt Dr. Prätorius
- 1961: Nerz ist in der kleinesten Hütte (Fernsehfilm)
- 1964: Nebelmörder
- 1966: Herr Puntila und sein Knecht Matti (Fernsehfilm)
- 1967: Die Namenstagsfeier (Kurzfilm)
- 1967: Pauken und Trompeten (Fernsehfilm)
- 1967: Rückfahrt (Fernsehfilm)
- 1967: Peter Schlemihls wundersame Geschichte (Fernsehfilm)
- 1968: Ein Mann namens Harry Brent (Miniserie, Folge 1x03)
- 1968: Ein Hotelschlüssel (Fernsehfilm)
- 1968: Die Geschichte von Vasco (Fernsehfilm)
- 1968: Der Unfall (Fernsehfilm)
- 1968: Der Idiot (Fernsehserie, 2 Folgen)
- 1969: Die Ratten (Fernsehfilm)
- 1970: Pippi in Taka-Tuka-Land (Pippi Långstrump på de sju haven)
- 1970: Eine große Familie (Fernsehfilm)
- 1970: Recht oder Unrecht (Fernsehserie, Folge 1x04 Gerechtigkeit für Dettlinger)
- 1970: Trauer muß Elektra tragen (Fernsehfilm)
- 1971: Merkwürdige Geschichten (Fernsehserie, Folge 1x10)
- 1971: Deutschstunde (Fernsehfilm)
- 1971: Gestern gelesen (Fernsehserie, Folge 2x16)
- 1971–1972: Fünf Tage hat die Woche (Fernsehserie, 2 Folgen)
- 1972: Happy End oder Wie ein kleines Heilsarmeemädchen Chicagos größte Verbrecher in die Arme der Gesellschaft zurückführte (Fernsehfilm)
- 1972: Ein Toter stoppt den 8 Uhr 10 (Fernsehfilm)
- 1972: Oscar Wilde (Fernsehfilm)
- 1972: Fußballtrainer Wulff (Fernsehserie, Folge 1x09)
- 1973: Der Teufelsschüler (Fernsehfilm)
- 1973: Lokaltermin (Fernsehserie, Folge 1x13)
- 1973: Hamburg Transit (Fernsehserie, Folge 3x01)
- 1973: Mordkommission (Fernsehserie, Folge 1x03)
- 1973–1980: Tatort (Fernsehserie, 3 Folgen)
- 1974: Unter Ausschluß der Öffentlichkeit (Fernsehserie, Folge 1x09)
- 1974: Ein Herz und eine Seele (Fernsehserie, Folge Besuch aus der Ostzone)
- 1974: Telerop 2009 – Es ist noch was zu retten (Fernsehserie, Folge 1x08)
- 1974: Mary Stuart (Fernsehfilm)
- 1975: Streng geheim (Fernsehfilm)
- 1975: Stumme Zeugen (Fernsehfilm)
- 1976: Unsere Penny (Fernsehserie, Folge 1x11)
- 1976: Das Haus der Krokodile (Fernsehserie)
- 1976: Gesucht wird … (Fernsehserie, Folge 1x09)
- 1976–1977: Die Unternehmungen des Herrn Hans (Fernsehserie, 15 Folgen)
- 1977: Notarztwagen 7 (Fernsehserie, Folge 1x05)
- 1977: Oblomows Liebe (Fernsehfilm)
- 1978: MS Franziska (Fernsehserie, Folge 1x02)
- 1978: Lady Audleys Geheimnis (Miniserie, 2 Folgen)
- 1978: PS (PS – Geschichten ums Auto, Fernsehserie, Folge 3x02)
- 1978: Magere Zeiten (Fernsehserie, 3 Folgen)
- 1978: Ausgerissen! Was nun? (Fernsehserie, Folge 1x10)
- 1979: Wie Rauch und Staub (Fernsehfilm)
- 1979: Unternehmen Rentnerkommune (Fernsehserie, Folge 1x13)
- 1979: Der eiserne Gustav (Miniserie, Folge 1x06)
- 1979: Jenseits von Schweden (Fernsehfilm)
- 1980: Die Leute vom Domplatz (Fernsehserie, 3 Folgen)
- 1980: Schülergeschichten (Miniserie, 5 Folgen)
- 1981: Tod eines Schülers (Miniserie, Folge 1x04)
- 1982: Ein Fall für zwei (Fernsehserie, Folge 2x03 Der Jäger als Hase)
- 1982: Unheimliche Geschichten (Fernsehserie, Folge 1x12)
- 1982: Die Pawlaks – Eine Geschichte aus dem Ruhrgebiet (Fernsehserie, 7 Folgen)
- 1982: Mein Sohn, der Minister (Fernsehfilm)
- 1986: Die Schöne und der Schelm (Fernsehfilm)
- 1986: Finkenwerder Geschichten (Fernsehserie)
- 1987: Das Rätsel der Sandbank (Fernsehfilm)
- 1987: Weißblaue Weihnachten: Nikolaus ist ein guter Mann/Kling Glöckchen, klingelingeling/Ihr Kinderlein kommet/Stille Nacht, heilige Nacht (Fernsehfilm)
- 1987–1996: Der Landarzt (Fernsehserie, 14 Folgen)
- 1988: Ödipussi
- 1988: Oh Gott, Herr Pfarrer (Fernsehserie, Folge 1x08)
- 1988: Kasse bitte! (Fernsehserie)
- 1991: Pappa ante portas
- 1991: Sisi und der Kaiserkuß
- 1992: Die Männer vom K3 (Fernsehserie, Folge 2x06)
- 1995, 1997: Der Mond scheint auch für Untermieter (Fernsehserie, 2 Folgen)
- 1998, 2001: Lukas (Fernsehserie, 2 Folgen)
- 2000: Alphateam – Die Lebensretter im OP (Fernsehserie, Folge 5x16)
- 2000: Adelheid und ihre Mörder (Fernsehserie, Folge 3x05)
- 2003: Mein Leben & Ich (Fernsehserie, Folge 2x04)
- 2004–2006: Ein Fall für den Fuchs (Fernsehserie, 5 Folgen)